# 삼척 신리 너와집과 민속유물
삼척 신리 너와집과 민속유물은 대한민국 강원특별자치도 삼척시 도계읍 신리에 있는 너와집과 이들 집에 딸린 민속유물들이다. 1975년 10월 21일 대한민국의 국가민속문화재 제3호로 지정되었다.

## 개요
강봉문·김진호·윤영원 씨의 소유였던 너와집과 이들 집에 딸린 민속유물들을 가리킨다. '너와집'이란 굵은 소나무를 알맞은 크기로 잘라 지붕을 얹은 집을 말한다. 1970년대초까지 여러 종류의 집들이 있었으나, 대부분 개조되어 현재 문화재로 지정된 집만 옛 모습을 간직하고 있다.
강봉문 씨 집은 남서향으로 그 동쪽에 디딜방앗간채가 자리잡고 있다. 지붕 위는 작은 삼각형모양 구멍을 내어(까치구멍) 집 안의 연기를 밖으로 뿜게 만들었다. 앞면 가운데 대문간이 있고 대문간 왼쪽에 외양간, 오른쪽에 앞으로 돌출된 부엌이 있다. 안쪽에는 오른쪽과 왼쪽에 각각 사랑방과 안방을 만들어 놓았으며 안방 구석에는 불을 피워 난방과 조명을 겸할 수 있는 시설(코클)을 해 놓았다.
김진호 씨 집은 서향으로 자리잡고 있다. 이 집 역시 지붕에 까치구멍을 뚫었고 앞면 왼쪽에 외양간, 오른쪽에 부엌을 놓았다. 대문을 들어서 안쪽 트인 공간 중심에 마루가 있는데 마루 왼쪽이 사랑방, 오른쪽 부엌과 접해 있는 방을 안방으로 배치하여 코클을 설치하였다. 한편 외양간의 부엌 사이 공간은 집안 일을 할 수 있도록 꾸몄으며 한쪽에 불씨를 보관하던 시설(화터)이 있다.
이외에 개인 또는 나라소유의 부속문화재가 딸려있는데, 물레방아를 비롯해 '통방아', '채독'(항아리처럼 싸리로 엮어 만든 저장용구), '김치통'(김치등을 담아두던 나무로 만든 통), '설피'(눈이 쌓였을 때 짚신위에 덧신어 다니기 편리하게 만든 살피), '창', '주루막'(새끼 따위로 촘촘히 엮어 멜끈을 달아 물건을 나르는데 씀) 등이 있다.
강원도 지역의 너와집 유형과 발달과정을 연구하는데 귀중한 자료로 평가받고 있다.

## 세부 내역
- 33-1: 물레방아
- 33-2: 통방아
- 33-3: 채독 (항아리처럼 싸리로 엮어 만든 저장용구)
- 33-4: 김치통 (김치 등을 담아두던 나무로 만든 통)
- 33-5: 화티
- 33-6: 설피 (눈이 쌓였을 때 짚신위에 덧신어 다니기 편리하게 만든 살피)
- 33-7: 창
- 33-8: 코클
- 33-9: 주루막 (새끼 따위로 촘촘히 엮어 멜끈을 달아 물건을 나르는데 씀)
- 33-10: 너와집

## 명칭 변경
당초 문화재 지정명칭은 '삼척 신리 소재 너와집 및 민속유물'(三陟 新里所在 너와집 및 民俗遺物)이었으나, 2017년 2월 28일 둘이상의 대상을 대등한 자격으로 이어주는 접속조사 사용('및'을 '과'로 변경), '소재'라는 명칭을 삭제하여 현재의 명칭으로 변경되었다.

## 참고 자료
- 삼척 신리 너와집과 민속유물 - 국가유산청 국가유산포털